# Kai Meyer (Schauspieler)

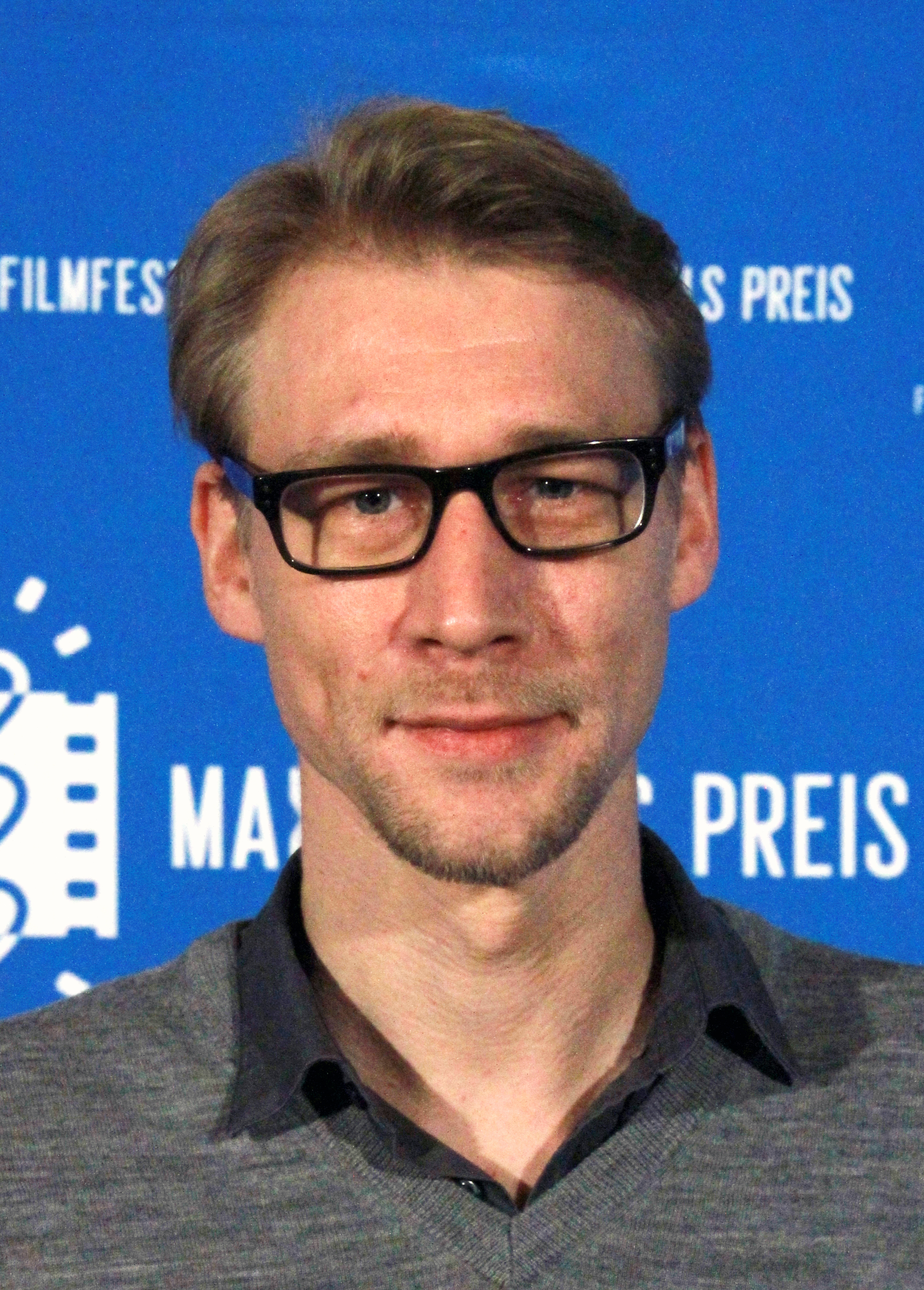
Kai Wido Meyer auf dem Max Ophüls Filmfestival 2015

Kai Wido Meyer (* 9. Februar 1979 in Aurich) ist ein deutscher Theaterschauspieler.

## Leben
Kai Meyer studierte Schauspiel an der Hochschule für Musik und Theater Rostock. Danach arbeitete er ab 2005 gastierend am Deutschen Nationaltheater Weimar, am Maxim Gorki Theater Berlin, am Schauspiel Leipzig, am Staatstheater Karlsruhe, auf Kampnagel Hamburg und an der Oper Frankfurt. 
Von 2008 bis 2009 war er am Theaterhaus Jena engagiert und von 2012 bis 2014 am Landestheater Tübingen. Seit 2014 arbeitet er am Theater Augsburg und stellt dort den „Sebastian“ in Moritz Rinkes Wir lieben und wissen nichts und den „Mauser“ in Die heilige Johanna der Schlachthöfe dar.

## Rollen (Auswahl)
- 2010: Hamlet (als Horatio/Claudius)
- 2011: Return of the Morbids (als Morbid)
- 2012: Die Firma dankt (als John)
- 2014: Die heilige Johanna der Schlachthöfe (als Mauler, Fleischkönig)
- 2014: Wir lieben und wissen nichts (als Sebastian)
- 2025: TRILOGIA CADELA FORÇA, Capitulo II: The Brotherhood (als Klaus Haas)

## Filmografie (Auswahl)
- 2025: Bernd – Operation Germanenkind (Schnitt)